# LMP – Parti vert de Hongrie
LMP – Parti vert de Hongrie (hongrois : LMP – Magyarország Zöld Pártja, prononcé [ˈɛlɛmpeː ˈmɒɟɒrorsaːɡ ˈzøltpaːrcɒ], Zöldek « Verts ») est un parti politique hongrois éco-libéral,,. Son nom, jusqu'au 8 février 2020, était La politique peut être différente (hongrois : Lehet más a politika, prononcé [ˈlɛhɛt ˈma:ʃ ɒ ˈpolitikɒ], LMP). Il est dirigé par une direction collégiale dont les coprésidents sont Erzsébet Schmuck et Máté Kanász-Nagy.

## Histoire
Fondé en 2009, il propose une alternative entre le Parti socialiste hongrois (Magyar Szocialista Párt, MSzP) actuellement dans l'opposition et le gouvernement de droite du Fidesz (Fidesz-Magyar Polgári Szövetség, Fidesz). Depuis novembre 2011, il est membre à part entière du Parti vert européen.
En janvier 2013, le congrès national du LMP décide de ne pas rejoindre la coalition Ensemble 2014, menée par l'ancien Premier ministre Gordon Bajnai. À la suite de cela, de nombreux cadres de l'organisation écologiste quittent la formation pour créer un mouvement explicitement ancré à gauche : le Parti du dialogue pour la Hongrie (Párbeszéd Magyarországért Párt).

## Idéologie
Le parti revendique un positionnement à la fois libéral, démocrate et conservateur d'inspiration écologiste.

## Résultats électoraux

### Élections parlementaires
| Année | Députés  | Voix    | %   | Rang | Gouvernement |
| ----- | -------- | ------- | --- | ---- | ------------ |
| 2010  | 16 / 386 | 258 078 | 7,5 | 4e   | Opposition   |
| 2014  | 5 / 199  | 252 373 | 5,4 | 4e   | Opposition   |
| 2018  | 8 / 199  | 404 425 | 7,1 | 5e   | Opposition   |
| 2022  | 5 / 199  |         |     |      | Opposition   |

### Élections européennes
| Année | Députés | Voix    | %   | Rang | Groupe    |
| ----- | ------- | ------- | --- | ---- | --------- |
| 2009a | 0 / 22  | 75 522  | 2,6 | 5e   |           |
| 2014  | 1 / 21  | 116 904 | 5,0 | 6e   | Verts/ALE |
| 2019  | 0 / 21  | 75 498  | 2,2 | 8e   | Verts/ALE |

a Liste commune avec le Parti humaniste.